# 佩拉莱斯 (洛斯桑托斯省)
佩拉莱斯是巴拿马洛斯桑托斯省瓜拉雷区的一个城市，2010年是人口为421。该市设立于1998年7月29日， 2000年时人口为416人。